# فونوفوبیا
فونوفوبیا یا ترس از صدا، (به انگلیسی: Phonophobia) که همچنین لیگیروفوبیا یا سونوفوبیا نامیده می‌شود، ترس یا تنفر از صدای بلند (برای مثال آتش بازی) و نوعی از هراس‌های ویژه است. این همچنین می‌تواند به معنی ترس از صداهای انسان، یا صدای خود شخص باشد. این ترس یک ترس نادر است که معمولاً از علائم پرشنوایی است.
سونوفوبیا می‌تواند به حساسیت یک بیمار به صدا و همچنین بخشی از تشخیص ابتلا به میگرن باشد.
گاهی از فونوفوبیا با عنوان آکوستیکوفوبیا یاد می‌شود.
عبارت فونوفوبیا از ریشهٔ یونانی آن φωνή - که از دو بخش phōnē به معنی «صدا» و phobos به معنی «ترس» می‌آید.
یک شخص لیگیروفوبیک ممکن است از دستگاه‌هایی که به‌طور ناگهانی صدای بسیار بلندی تولید می‌کنند، همانند بلندگوی کامپیوترها و آلارم‌های آتش ترس داشته باشد. هنگام کار با دستگاه‌هایی مانند سینمای خانگی، رایانه، تلویزیون یا پخش‌کنندهٔ لوح‌های فشرده آن‌ها ممکن است که تمایل داشته‌باشند که قبل از استفاده صدای دستگاه را قطع کنند، و پس از شروع استفاده صدا را تا حدی که احساس راحتی کنند بالا ببرند. این افراد ممکن است از رژه‌ها و کارناوال‌ها برای جلوگیری از شنیدن صدای بلند سازهایی مانند طبل جلوگیری کنند. از آن‌جایی که مناسب‌های جشن با موسیقی‌های با صدای بیش‌تر از ۱۲۰ دسی‌بل همراه است، در بسیاری منجر به هراس از مکان‌های باز می‌شود. سایر افراد لیگیروفوبیک، از همه رویدادهایی که در آن آتش‌بازی داری اجتناب می‌کنند.
مثال دیگر، تماشای کسی است که بادکنک را بیشتر از حد معمول باد می‌کند. تماشای این صحنه اغلب چیز ناراحت‌کننده و حتی آزاردهنده‌ای برای شخص مبتلا به لیگیروفوبیا است چون او انتظار صدایی بلند را هنگام ترکیدن بادکنک دارند (هراس بالون).
هنگام ترکیدن بادکنک، دو واکنش مرسوم در این بیماران، تنگی نفس و حملات هراس است. مبتلا ممکن است در اضطرابش برای فرار از مکان‌های منبع صدای بلند دچار سردرد شود.
این عارضه حتی ممکن است مربوط به پرشنوایی (حساسیت زیاد به صداهای بلند) باشد، از آن ناشی شود یا حتی با آن اشتباه گرفته شود. فونوفوبیا همچنین ممکن است اشاره به فرم شدید صدابیزاری اشاره داشته باشد.